# Argyractis drumalis
Argyractis drumalis là một loài bướm đêm trong họ Crambidae.